# Minh Trị Duy tân
| Lịch sử Nhật Bản | Lịch sử Nhật Bản |
| --- | ---------------- |
| Tiền sửThời kỳ đồ đá cũ ~15000 TCN Thời kỳ Jōmon (Thằng Văn) ~15000 TCN–300 TCN Thời kỳ Yayoi (Di Sinh) tk 4 TCN–tk 3 |                  |
| Cổ đạiThời kỳ Kofun (Cổ Phần) tk 3–tk 7 Thời kỳ Asuka (Phi Điểu) 592–710 Thời kỳ Nara (Nại Lương) 710–794 Thời kỳ Heian (Bình An) 794–1185 |                  |
| Phong kiếnThời kỳ Kamakura (Liêm Thương) 1185–1333 Tân chính Kemmu (Kiến Vũ) 1333–1336 Thời kỳ Muromachi (Thất Đinh) 1336–1573 Thời kỳ Nam-Bắc triều 1336–1392 Thời kỳ Chiến Quốc 1467–1590 Thời kỳ Azuchi-Momoyama (An Thổ-Đào Sơn) 1573–1603 Mậu dịch Nanban (Nam Man) Chiến tranh Nhật Bản – Triều Tiên 1592–1598 Thời kỳ Edo/Tokugawa (Giang Hộ/Đức Xuyên)1603–1868 Chiến tranh Nhật Bản – Lưu Cầu Chiến dịch Ōsaka (Đại Phản) Tỏa Quốc Đoàn thám hiểm Perry Hiệp ước Kanagawa (Thần Nại Xuyên) Bakumatsu (Mạc mạt) Minh Trị Duy tân Chiến tranh Boshin (Mậu Thìn) |                  |
| Hiện đạiThời kỳ Minh Trị (Meiji) 1868–1912 Nhật xâm lược Đài Loan 1874 Chiến tranh Tây Nam Chiến tranh Nhật–Thanh Hiệp ước Mã Quan Chiến tranh Ất Mùi 1895 Phong trào Nghĩa Hòa Đoàn Hòa ước Portsmouth Hiệp ước Nhật–Triều 1910 Thời kỳ Đại Chính (Taishō) 1912-1926 Nhật Bản trong Thế chiến thứ nhất Sự can thiệp của Nhật Bản vào Siberia Đại thảm họa động đất Kantō 1923 Thời kỳ Chiêu Hòa (Shōwa) 1926–1989 Chủ nghĩa quân phiệt Nhật Bản Sự kiện Phụng Thiên Nhật Bản xâm lược Mãn Châu Hiệp ước chống Quốc tế Cộng sản Chiến tranh Trung–Nhật Cuộc tấn công Trân Châu Cảng Vụ ném bom nguyên tử xuống Hiroshima và Nagasaki Chiến tranh Xô–Nhật Nhật Bản đầu hàng Thời kỳ bị chiếm đóng 1945-1952 Nhật Bản thời hậu chiếm đóng Kỳ tích kinh tế Nhật Bản thời hậu chiến Thời kỳ Bình Thành (Heisei) 1989–2019 Thập niên mất mát Động đất Kobe 1995 Cool Japan Động đất và sóng thần Tōhoku 2011 Thời kỳ Lệnh Hòa (Reiwa) 2019–nay Đại dịch COVID-19 tại Nhật Bản |                  |
| Xem thêm Thiên hoàng • Niên biểu • Đế quốc Nhật Bản Kinh tế • Giáo dục • Quân sự • Hải quân • Di sản thế giới |                  |
| x t s |                  |

Cải cách Minh Trị, hay Cách mạng Minh Trị, hay Minh Trị Duy tân, (明治維新 Meiji-ishin) là một chuỗi các sự kiện cải cách, cách tân dẫn đến các thay đổi to lớn trong cấu trúc xã hội và chính trị của Nhật Bản. Cuộc cách mạng Minh Trị diễn ra từ năm 1866 đến năm 1869, một thời kỳ 3 năm chuyển đổi thời kỳ hậu Giang Hộ (thường gọi là Hậu Tướng quân Tokugawa) và bắt đầu thời kỳ Minh Trị.

## Trước cải cách
Đến giữa thế kỷ XIX, sau hơn 200 năm thống trị, chế độ Mạc phủ Tokugawa lâm vào tình trạng khủng hoảng nghiêm trọng về mọi mặt từ kinh tế, xã hội đến chính trị.

### Kinh tế
- Nông nghiệp: Đến giữa thế kỷ 19, Nhật Bản vẫn là một nước nông nghiệp duy trì cách sản xuất lạc hậu dựa trên nền tảng phong kiến. Dân làm ruộng phải chịu tô thuế nặng cộng với nạn mất mùa đẩy nông dân Nhật vào cảnh đói kém, bần cùng.
- Công nghiệp: Trong khi nông nghiệp gặp nhiều khó khăn thì thương nghiệp ở Nhật lại bùng phát với lợi điểm hải cảng lớn, nhà buôn phát giàu nhanh chóng. Đó là cơ sở cho chủ nghĩa tư bản phát triển ở Nhật Bản.

### Xã hội
Về mặt xã hội, Nhật Bản lúc bấy giờ vẫn duy trì chế độ đẳng cấp với quyền bính do các đại danh (daimyo) và võ sĩ Samurai nắm cả. Tuy nhiên vào thời kỳ này tình hình quốc nội đã yên, chiến tranh kết thúc nên địa vị của Samurai đã không còn như trước. Một số phải chuyển sang làm ruộng, làm thợ hay đi buôn. Trong khi đó tầng lớp tư sản công thương nghiệp ngày càng giàu lên nhưng không có quyền lực về chính trị, lại bị đánh thuế nặng nên tạo ra mối xung khắc giữa tầng lớp thương nhân và giai cấp thống trị ngày càng lớn. Nông dân Nhật thì bị áp lực của cả hai phía, giới quý tộc và thương nhân.

### Chính trị
Nền phong kiến Nhật Bản đúng ra là do vua Nhật (Thiên hoàng) quyết định nhưng trong thực tế thì do Mạc phủ Tokugawa thao túng từ đầu thế kỷ XVII đã hơn 250 năm. Phe bảo hoàng tôn quân lấy điều đó làm bất bình nên khơi ra phong trào lật đổ Mạc Phủ, trao lại quyền bính cho triều đình Thiên hoàng.

### Đối ngoại
Các nước tư bản phương Tây nhân lúc tình hình Nhật Bản rối ren đã làm áp lực, đòi Nhật Bản phải thông thương. Trong khi đó thì Mạc phủ Tokugawa theo đuổi chính sách Toả Quốc, tuyệt đối không chấp nhận cho người phương Tây đặt chân đến Nhật. Trước sự cương quyết của Mạc phủ chính phủ Hoa Kỳ gửi bốn chiến thuyền Mississippi, Plymouth, Saratoga, và Susquehanna vào Vịnh Tokyo và trao tối hậu thư đe dọa sẽ nổ súng. Mạc phủ bất đắc dĩ phải ký hiệp ước, chấp nhận các khoản như mở hai cửa biển Shimoda và Hakodate cho tàu thuyền Hoa Kỳ vào buôn bán. Hơn nữa nếu có tranh chấp giữa kiều dân ngoại quốc và dân Nhật thì phải cho tòa án Hoa Kỳ xét xử. Luật pháp của Nhật không có hiệu lực.
Sau Hoa Kỳ thì chiến thuyền của hải quân Anh, Pháp, và Đức cùng đòi Mạc phủ phải mở cửa thông thương với những nước đó và ký những hiệp ước bất bình đẳng tương tự. Nhật Bản tiếp tục nhượng bộ vì biết rằng thực lực không đủ để chống lại các nước châu Âu. Tuy nhiên dân tình thì không phục, cương quyết đòi phải đánh đuổi bọn Tây dương.

### Hậu quả
Trước tình hình khủng hoảng từ các phía, Nhật Bản đứng trước hai lựa chọn. Một là giữ nguyên lề lối cổ truyền phong kiến và địa vị của Mạc phủ, nhưng có nguy cơ mất nước vì bị ngoại bang đô hộ. Hai là mở cuộc canh tân toàn diện mong học hỏi và tiếp thu kiến thức của phương Tây mà chuyển mình thành một đất nước hùng mạnh, sánh vai với các cường quốc phương Tây.

## Bối cảnh
Việc bị buộc phải mở cửa các hải cảng và chấp nhận thuế nhập khẩu thấp cho các nước phương Tây đã khiến Nhật Bản bị chia rẽ. Phong trào đấu tranh chống Mạc phủ Tokugawa bùng nổ khắp nơi trong thập niên 60 của thế kỷ XIX với sự lãnh đạo của các đại danh vốn trước đây bề ngoài khuất phục Mạc phủ Tokugawa đã lấy cớ Mạc phủ để cho đất nước rơi vào cảnh giống như nhà Thanh lúc đó trước sự lấn lướt của phương Tây, liền nổi dậy chống lại Chinh di Đại tướng quân. Tướng quân (Shogun), phần vì không muốn, phần vì không thể chống lại sự nổi loạn đó, đã nhân nhượng và rốt cục giải thể Mạc phủ. Một số võ sĩ cấp tiến có đầu óc cải cách (phần lớn không có nguồn gốc thế tập) và quý tộc ở triều đình đã nhân cơ hội nắm lấy quyền lãnh đạo đất nước. Họ nêu khẩu hiệu "Tôn vương, nhương di" (尊王攘夷, sonno joui) nhằm khôi phục lại Đế quyền. Song thực chất họ là những người đứng đầu triều đình, vì Thiên hoàng Mutsuhito lúc ấy chỉ mới 14 tuổi. Với khẩu hiệu nói trên, và với đất đai rộng lớn của Chinh di Đại tướng quân mà họ tiếp quản, triều đình mới đã có được sự ủng hộ của các đại danh nổi loạn và nguồn lực tài chính để thực hiện các cải cách.
Tháng 12 năm 1867 chế độ Mạc phủ Tokugawa chấm dứt. Ngày 3 tháng 1 năm 1868, chính quyền mới do Thiên hoàng Minh Trị bổ nhiệm được thành lập. Giai cấp tư sản chưa được tham gia chính quyền, nhưng chế độ mới tạo điều kiện cho chủ nghĩa tư bản phát triển, nên họ ủng hộ chính quyền mới. Thời kì Minh Trị (Minh Trị 明治, nghĩa là "sự cai trị sáng suốt") bắt đầu.

## Các cải cách

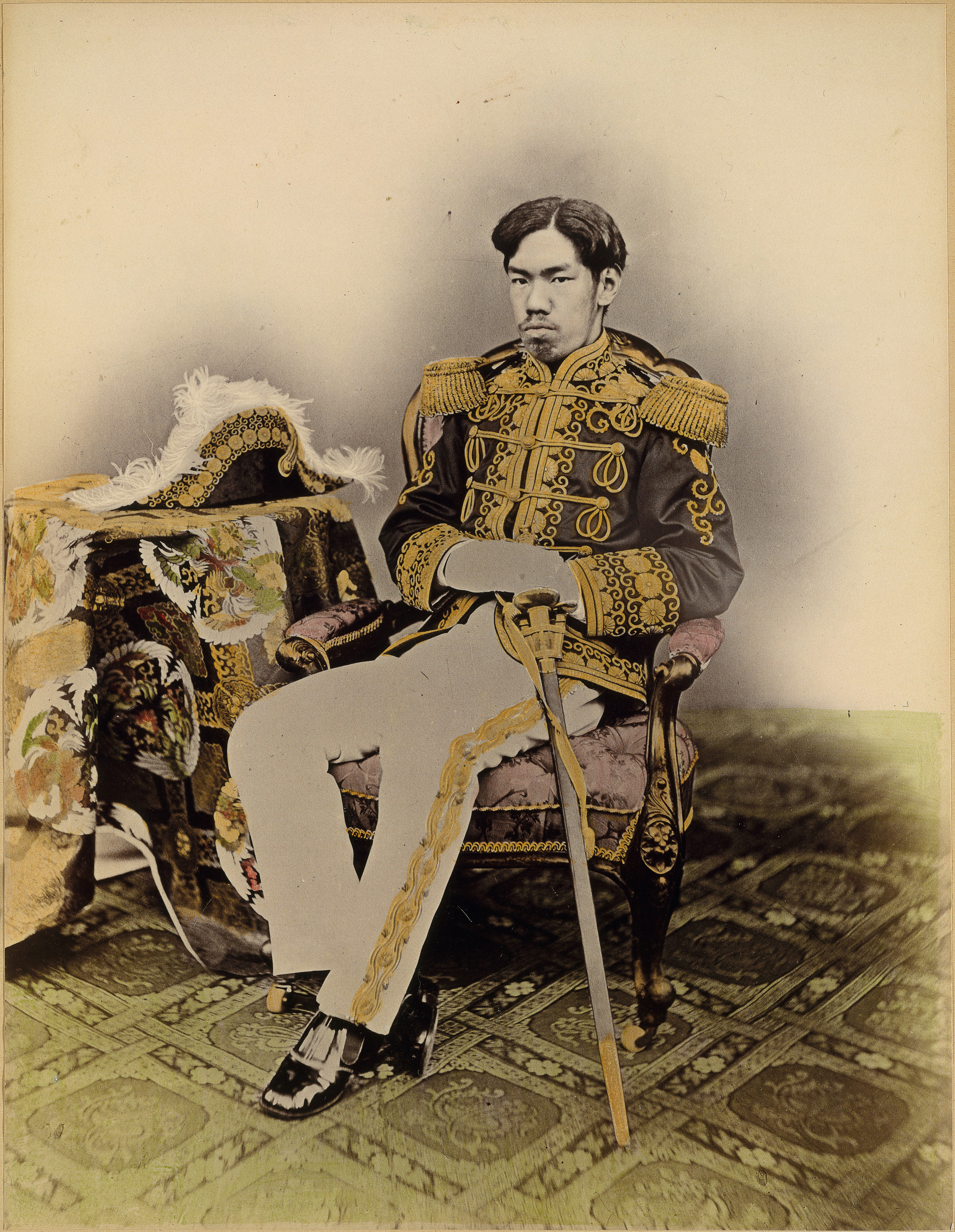
Chân dung Thiên hoàng Minh Trị, người đã thực hiện cuộc cải cách Minh Trị

Để tận dụng ưu thế trung tâm chính trị của Giang Hộ, triều đình đã đổi tên Giang Hộ thành Đông Kinh (, Tokyo, nghĩa là Thủ đô ở phía Đông) và đưa triều đình về đó.
Triều đình Minh Trị đưa ra khẩu hiệu "Phú quốc cường binh" (fukoku kyohei) nhằm khai thác tâm lý lo sợ Nhật Bản sẽ trở thành thuộc địa của phương Tây nếu không chịu canh tân. Trên cơ sở đó, họ đã thuyết phục được Thiên hoàng tuyên bố từ bỏ những tập tục có hại và sẵn sàng học hỏi phương Tây. Người Nhật trở nên nhiệt tình với bunmei kaika (văn minh khai hóa).
Để xóa quyền lực của các đại danh, triều đình đã thực hiện phế phiên, lập huyện, bãi bỏ hệ thống lãnh địa và danh hiệu của các đại danh. Đồng thời, họ tuyên bố "tứ dân bình đẳng", nghĩa là bốn tầng lớp gồm võ sĩ, nông dân, thợ thủ công và thương nhân giờ đây không còn bị phân biệt. Điều này gây bất bình ở tầng lớp võ sĩ, nên triều đình Minh Trị phải vừa đàn áp vừa xoa dịu bằng cách bồi thường bằng tiền. Khoản tiền nhận được từ triều đình cộng với tri thức mà tầng lớp võ sĩ được trang bị đã biến tầng lớp võ sĩ thành giai cấp tư sản. Giai cấp võ sĩ quý tộc tư sản chủ trương xây dựng Nhật Bản theo con đường quân sự là nguyên nhân dẫn đến việc Nhật Bản sau này trở thành đế quốc quân phiệt.
Triều đình còn ban bố quyền tự do buôn bán (kể cả ruộng đất) và đi lại, thiết lập chế độ tiền tệ thống nhất (đồng Yên), xây dựng cơ sở hạ tầng (đặc biệt là đường sắt) và phát triển chủ nghĩa tư bản đến tận các vùng nông thôn. Triều đình còn ra lệnh phế đao, không người dân tự ý mang đao kiếm.
Nhiều phái đoàn được cử sang phương Tây học hỏi về cách thức quản lý hành chính và về kỹ thuật. Toà án mới (kiểu phương Tây) được thành lập. Nhiều cải cách quan trọng về giáo dục được thi hành trong đó có việc thành lập các trường Đại học để đào tạo tầng lớp lãnh đạo chính quyền và kinh doanh. Cơ sở hạ tầng bắt đầu được quan tâm phát triển. Nhiều chuyên gia phương Tây được mời tới Nhật Bản để phổ biến kiến thức và kỹ thuật.
Về quân sự, quân đội được tổ chức và huấn luyện theo kiểu phương Tây. Lục quân theo mô hình Lục quân Đức, Hải quân theo mô hình Hải quân Anh, các công xưởng và nhà máy vũ khí theo mô hình công binh Pháp, hệ thống hậu cần học hỏi rất nhiều từ Hoa Kỳ. Quân đội Nhật Bản áp dụng chế độ nghĩa vụ quân sự thay cho chế độ trưng binh và tăng cường mua và sản xuất vũ khí, đạn dược. Kèm theo đó là mời các giảng viên quân sự nước ngoài về để giảng dạy và đưa các sinh viên sĩ quan đến một số nước như Anh, Pháp học tập.
Về giáo dục, đưa những thành tựu khoa học khoa học-kỹ thuật vào giảng dạy và áp dụng chế độ giáo dục bắt buộc. Các môn học chuyển chủ yếu từ học thuộc Kinh Sử sang Khoa học-Kỹ nghệ-Thương mại. Mô hình tự trị-tự chủ Đại học được áp dụng theo hình mẫu phương Tây. Tư nhân được phép mở trường. Chất lượng dạy học cũng như chương trình chịu ảnh hưởng Hoa Kỳ và Phương Tây nhiều mặt. Điển hình như việc soạn sách: 80% sách vở và tài liệu chuyên ngành được biên soạn theo mẫu Phương Tây.
Trong thời gian đầu cải cách Giáo dục, ước tính có tới 500 giảng viên nước ngoài trong số 15 Đại học đầu tiên của Nhật. Các giảng viên này được trả lương rất cao - 300 Yên/ tháng so với lương Công chức Nhật thời bấy giờ là 30 Yên/tháng và hỗ trợ tốt về ăn ở, đi lại nhằm mục đích để họ cống hiến hết mình, truyền bá các kinh nghiệm của bản thân. Giảng Viên Nhật có thể học hỏi phương pháp của các Giáo sư nước ngoài này. Những học sinh giỏi được cử sang du học ở nước ngoài.
Năm 1889, Hiến pháp mới được ban hành quy định Nhật Bản là một quốc gia quân chủ lập hiến.

## Các lãnh đạo
Có các nhà lãnh đạo trong thời Minh Trị duy tân khi Thiên hoàng Nhật Bản lấy lại quyền lực từ Mạc phủ Tokugawa. Một vài người tiếp tục trở thành Thủ tướng Nhật Bản.
- Okubo Toshimichi (大久保 利通) (1830-1878)
- Kido Takayoshi (木戸 孝允) (1833-1877)
- Saigō Takamori (西郷 隆盛) (1827-1877)
- Iwakura Tomomi (岩倉 具視) (1825-1883)
- Ito Hirobumi (伊藤 博文) (1841-1909)
- Kuroda Kiyotaka (黒田 清隆) (1840-1900)
- Matsukata Masayoshi (松方 正義) (1835-1924)
- Oyama Iwao (大山 巌) (1842-1916)
- Saigō Tsugumichi (西郷 従道) (1843-1902)
- Yamagata Aritomo (山県 有朋) (1838-1922)
- Inoue Kaoru (井上馨) (1835-1915)
- Saionji Kinmochi (西園寺 公望) (1849-1940)

## Ý nghĩa
Những sự kiện xảy ra ở Nhật Bản vào những năm 1860 – 1870, theo các nhà sử học cộng sản, là một cuộc cách mạng tư sản không triệt để và "thời kì Minh Trị" là thời kì quá độ từ chế độ phong kiến sang chủ nghĩa tư bản. Sau năm 1868, chính quyền không ở trong tay giai cấp tư sản mà là nền chuyên chế của Thiên hoàng, ra đời trên cơ sở liên minh quý tộc - tư sản để lật đổ chính quyền Mạc phủ. Các nhà lãnh đạo mới và tầng lớp ưu tú mới của đất nước đều có nguồn gốc võ sĩ, vì thế nước Nhật mới - Đại đế quốc Nhật Bản - vẫn mang nhiều tính chất quân phiệt. Điều này giải thích tại sao Nhật Bản có nhiều hoạt động quân sự quy mô cho đến tận Chiến tranh thế giới thứ hai.
Cuộc cách mạng 1868 cũng mở đường cho việc biến nước Nhật Bản phong kiến thành một nước có nền kinh tế tư bản chủ nghĩa, thoát khỏi số phận một nước thuộc địa hay nửa thuộc địa. Cuộc cách mạng Minh Trị đã dẫn đến quá trình công nghiệp hóa của Nhật Bản khiến nền kinh tế Nhật Bản phát triển mạnh mẽ trong 30 năm cuối của thế kỷ XIX khiến nước này trở thành một cường quốc quân sự năm 1905 sau khi đánh bại Hải quân Hoàng gia Nga và trước đó là chiến thắng trong cuộc chiến tranh Giáp Ngọ (1894-1895) với nhà Thanh. Sự phát triển của kinh tế Nhật Bản cũng làm xuất hiện các công ty độc quyền với những nhà tài phiệt thao túng cả kinh tế và chính trị Nhật Bản.
Với mong muốn đuổi kịp phương Tây, giáo dục đã rất được coi trọng. Và chỉ trong vòng hai, đến ba thế hệ, nước Nhật đã từ chỗ coi trọng thân phận con người theo nguồn gốc dòng dõi, chuyển sang cất nhắc cán bộ theo trình độ giáo dục (tân học) và năng lực thực tế. Điều này làm cho xã hội Nhật Bản trở nên bình đẳng một cách đáng kể, thậm chí hơn cả Anh Quốc cùng thời. Nhưng nó cũng làm cho tính giáo điều trở thành nếp trong suy nghĩ của người Nhật.

## Những hạn chế
Cuộc Duy Tân thành công đã giúp Nhật Bản khi được sánh vai với các quốc gia tiên tiến, nhưng nước này đã lại bước theo con đường chủ nghĩa đế quốc và đem quân đi xâm chiếm lại những nước yếu hơn mình (Đài Loan, Triều Tiên, Trung Quốc, Việt Nam).
Cuộc duy tân thi hành chính sách giảm phát để thúc đẩy các xí nghiệp công nghiệp, giá nông phẩm hạ xuống làm cho đời sống của nông dân trở nên khó khăn, họ không đủ sức trả địa tô và phải đi vay nặng lãi. Chính sách này gián tiếp trợ cấp cho công nghiệp bằng nông sản giá rẻ vì các ngành công nghiệp có thể trả lương cho công nhân thấp trong khi bán sản phẩm công nghiệp với giá cao do đó đạt lợi nhuận cao để nhanh chóng phát triển. Nhiều nông dân phá sản và phải bán tháo đất đai cho những kẻ cho vay nặng lãi. Đây được gọi là đám "địa chủ ăn bám" (ký sinh địa chủ = kisei jinushi).
Nông dân mất hết đất đai và rơi xuống hàng tá điền, phải canh tác thuê cho địa chủ hoặc phải bắt đầu đi lao động thuê ở các hãng xưởng, điều kiện làm việc kém. Yokoyama Gennosuke (Hoành Sơn Nguyên Chi Trợ) đã viết cuốn sách "Nhật Bản hạ tầng xã hội, 1899" mô tả: lương công nhân chỉ đủ tiền cơm gạo, trong khi thời gian làm việc rất dài, như công nhân dệt phải làm 12 giờ/ngày (lúc gấp rút thì phải đến 18 giờ). Nơi ở của họ là một buồng ngủ chật chội, vệ sinh kém vì phải chứa tới 10 người, mỗi người chỉ có diện tích đủ để trải một chiếc chiếu ngủ. Những công nhân mắc phải bệnh truyền nhiễm thì bị đuổi việc ngay chứ không hề được chạy chữa hay hưởng bảo hiểm.
Tại nhiều nơi, các công nhân tập hợp lại để đấu tranh đòi quyền lợi lao động. Theo Edwin O.Reischauer, năm 1901, đảng Xã hội dân chủ Nhật Bản được thành lập với mục tiêu đòi công bằng cho người lao động. Nhưng năm 1900, Chính phủ Nhật (nội các Yamagata Aritomo) đã ra tay đàn áp bằng cách ban bố Đạo luật trị an và cảnh sát, hạn chế việc người lao động kết hợp thành công đoàn (quyền kết xã) và đình công (quyền bãi công). Theo mệnh lệnh của triều đình, những tài liệu và các bài báo có nội dung xã hội chủ nghĩa sẽ bị trừng trị, các chủ bút bị giam trong khoảng từ năm đến mười năm, và tịch biên luôn những nhà in. Năm 1908, đã xảy ra Vụ án cờ đỏ (Akahata jiken, "Xích kỳ sự kiện") với việc bắt giữ 3 đảng viên Xã hội dân chủ chỉ vì họ đã phất cờ đỏ ngoài đường (cờ đỏ tượng trưng cho xã hội chủ nghĩa), những người này đã lãnh án cao nhất là khổ sai 2 năm rưỡi. Năm 1911, công nhân thành phố Tōkyō thành công trong cuộc bãi công đòi tăng lương, nhưng người lãnh đạo của họ là Katayama Sen bị bắt giữ.
Nhìn chung, sự phát triển của kinh tế Nhật Bản khiến giai cấp công nhân Nhật Bản có mức lương thấp và điều kiện làm việc kém dẫn đến sự đấu tranh của giai cấp công nhân. Bất chấp việc bị ngăm cấm, Tháng 7 năm 1922, Đảng Cộng sản Nhật Bản được thành lập và hoạt động bí mật.